# 2004 DK71
2004 DK71, também escrito como 2004 DK71, é um objeto transnetuniano que está localizado no Cinturão de Kuiper, uma região do Sistema Solar. Este corpo celeste é classificado como um cubewano. Ele possui uma magnitude absoluta de 7,3 e tem um diâmetro estimado com 153 km.

## Descoberta
2004 DK71 foi descoberto no dia 27 de fevereiro de 2004 pelo astrônomo Marc W. Buie.

## Órbita
A órbita de 2004 DK71 tem uma excentricidade de 0,089 e possui um semieixo maior de 44,319 UA. O seu periélio leva o mesmo a uma distância de 40,364 UA em relação ao Sol e seu afélio a 48,274 UA.